# Geronimo Motor Company
Geronimo Motor Company war ein US-amerikanischer Hersteller von Automobilen.

## Unternehmensgeschichte
Das Unternehmen wurde 1917 in Enid in Oklahoma gegründet. Will C. Allen war Präsident, Robert Clark Vizepräsident und Guy E. Darland Sekretär und Schatzmeister. Im gleichen Jahr begann die Produktion von Automobilen. Der Markenname lautete Geronimo. Nutzfahrzeuge und Traktoren kamen dazu. Im Januar 1919 wurde Darland durch E. J. Masemore ersetzt.
Im Sommer 1920 wurde Geld geliehen, um Teile und Maschinen zu kaufen und zu expandieren. Ein Brand im August 1920 zerstörte das Werk. Der Schaden belief sich auf etwa 250.000 US-Dollar. Die Versicherung war aber nur auf 65.000 Dollar abgeschlossen. Das war das Ende für das Unternehmen.
Insgesamt entstanden 143 Personenkraftwagen. Davon wurden etwa 100 nach Frankreich exportiert.

## Fahrzeuge
1917 gab es das Model 4-A-40. Es hatte einen Vierzylindermotor von Lycoming mit 37 PS Leistung. Das Fahrgestell hatte 290 cm Radstand. Einziger Aufbau war ein Tourenwagen mit fünf Sitzen.
1918 folgte das Model 6-A-45. Es hatte einen Sechszylindermotor von der Rutenber Motor Company, der 45 PS leistete. Der Radstand betrug 310 cm. Zur Wahl standen ein siebensitziger Tourenwagen und ein zweisitziger Roadster.
1919 kamen ein Tourenwagen mit sieben Sitzen und ein Chummy Roadster mit vier Sitzen dazu.
1920 wurde der Radstand um ein Zoll (2,54 Zentimeter) verlängert. Ein Tourenwagen mit fünf Sitzen, ein weiterer Tourenwagen ohne Angabe der Sitzanzahl, ein Roadster mit zwei Sitzen und ein Speedster mit zwei Sitzen waren erhältlich.
Außerdem gab es einen Ein-Tonnen-Lastkraftwagen sowie einen Traktor mit Vierradantrieb.

## Pkw-Modellübersicht
| Jahr | Modell       | Zylinder | Leistung (PS) | Radstand (cm) | Aufbau                                                                         |
| ---- | ------------ | -------- | ------------- | ------------- | ------------------------------------------------------------------------------ |
| 1917 | Model 4-A-40 | 4        | 37            | 290           | Tourenwagen 5-sitzig                                                           |
| 1918 | Model 6-A-45 | 6        | 45            | 310           | Tourenwagen 7-sitzig, Roadster 2-sitzig                                        |
| 1919 | Model 6-A-45 | 6        | 45            | 310           | Tourenwagen 5-sitzig und 7-sitzig, Chummy Roadster 4-sitzig, Roadster 2-sitzig |
| 1920 | Model 6-A-45 | 6        | 45            | 312           | Tourenwagen 5-sitzig, Roadster 2-sitzig, Speedster 2-sitzig                    |